# 도쿄 여자대학
도쿄 여자 대학(일본어: 東京女子大学, とうきょうじょしだいがく, Tokyo Woman’s Christian University, TWCU)은 도쿄도 스기나미구에 있는 일본의 사립 여자 대학이다. 도쿄 소재의 상위권 여자대학인 츠토우혼죠(津東本女)에 속한다.

## 개략
일본에서는 흔히 "돈조"(とんじょ)의 약칭으로 부르며 기독교를 교육의 근본 방침으로 한다. 초대 총장은 《무사도》의 저자이자 한 때 일본 화폐 5000엔(円)에 초상이 실려 있었던 니토베 이나조이다.
전문 학술을 연구하고 진리와 평화를 사랑하며 인류의 복지에 기여하는 교양있는 여성을 양성하는 것을 이념으로 하고 있다. 이 이념과 목적에 기초한 리버럴 아트 교육이 본교의 교육 방침이다.
한국어 교육이나 비교문화 연구에 열심인 것으로도 유명한 대학이다.

## 역사
스코틀랜드의 에든버러에서 열린 에든버러선교대회의 결의에 따라 북미의 개신교 여러 종파의 도움을 받아 개설되었다.
- 1918년 설립
- 1948년 학제 개혁으로 문학부를 설치
- 1950년 단기대학부를 설치
- 1961년 문학부를 개조해서 문리학부를 설치
- 1988년 단기대학부를 개조해서 현대문화학부를 설치

## 캠퍼스보관됨2016-09-01 -웨이백 머신
도쿄여자대학의 캠퍼스는 1920-30년대에 걸쳐 안토닌 레이몬드 설계의 건축 군으로 구성되어 있으며, 2003년에는 DOCOMOMO JAPAN선정 일본의 모던 무브먼트의 건축으로 지정되었다. 
정면의 본관을 비롯한 총 7동의 건물은 국가 등록 유형 문화재로 등록되어 있다.
영화 《히로인 실격(주연: 키리타니 미레이, 야마자키 켄토, 사카구치 켄타로)》, 《시간을 달리는 소녀(주연: 나카리이사)》등이 촬영되기도 했다.

## 학부,현대교양학부보관됨2016-09-01 -웨이백 머신
넓은 식견과 창조성을 갖고 전문성이 있는 교양인으로서 현대 사회의 다양한 과제를 주체적으로 해결할 수 있는 인물 육성을 목적으로 한다. (학칙 제3조, 제2항)
- 인문학과
  - 철학전공
  - 일본문학전공
  - 영어문학문화전공
  - 역사전공
- 국제사회학과
  - 국제관계전공
  - 경제학전공
  - 사회학전공

- 인간과학과
  - 심리학전공
  - 커뮤니케이션전공
  - 언어과학전공

- 수리과학과
  - 수학전공
  - 정보이학전공

## 대학원보관됨2016-09-01 -웨이백 머신
수학 및 수리 과학에 관련된 영역의 연구 능력을 높이고 폭넓은 시야를 가지며, 많은 분야에서 학술의 진보와 사회 발전에 기여할 수 있는 연구자 및 고도의 전문적 직업인의 양성을 목적으로 한다. (대학원 학칙 제5조, 제2항)
- 인간과학연구과
- 이학연구과

## 부속연구소보관됨2016-08-20 -웨이백 머신
- 비교문화 연구소
- 여성학 연구소

## 국제교류 · 해외연수
- 교류 해외학교
  - 중국 - 상해외국어대학교, 북경대학교
  - 한국 - 이화여자대학교, 성신여자대학교
  - 미국 - 세인트마이켈즈대학교, 스크립스대학교, 캘리포니아주립대학교, 프레즈비티언대학
  - 캐나다 - 맥길대학교
  - 영국 - 케임브릿지대학교, 요크대학교
  - 아일랜드 - 더블린시티대학교
  - 스페인 - Alcalingua, Universidad de Alcalá
  - 프랑스 - Université Catholique de L'Ouest

## 저명한 동문
- 도모토 아키코(堂本暁子) - 지바현지사
- 타베 미카코(多部未華子) - 일본의 배우
- 세토우치 자쿠초(瀬戸内寂聴) - 소설가
- 타케시타 케이코(竹下景子) - 일본의 배우
- 이데타 나나(出田奈々) - NHK 아나운서
- 하라다 카나(原田佳奈) - 일본의 배우
- 카이호 미사토(海保知里) - 전 TBS 아나운서
- 노무라 마사키(野村真季) - TV아사히 아나운서
- 이도 마사에(井戸正枝) - 정치가
- 나스 아사코(南壽あさ子) - 가수
- 니시오 유카리(西尾由佳理) - 아나운서
- 타카하시 마아사(高橋真麻) - 아나운서
- 야마모토 유미코(山本悠美子) - 관동TV 아나운서

## 같이 보기
- 한국의 유학 제휴교
  - 성신여자대학교
- 일본의 유명한 사립 여자 대학
  - 쓰다주쿠 대학
- 일본의 유명한 국립 여자 대학
  - 오차노미즈 여자 대학
  - 나라 여자 대학